# Кальюлайд, Керсти
Керсти Ка́льюлайд (эст. Kersti Kaljulaid; род. 30 декабря 1969, Тарту, Эстонская ССР, СССР) — эстонский государственный и политический деятель. Президент Эстонии (10 октября 2016 — 10 октября 2021).
С 11 октября 2024 года президент эстонского олимпийского комитета.

## Биография
Кальюлайд родилась 30 декабря 1969 года в городе Тарту, в ЭССР, и является гражданкой Эстонии по рождению. В 1987 году окончила таллинскую среднюю школу № 44, а в 1992 году — факультет биологии Тартуского университета. В 2001 году получила степень магистра делового администрирования в Тартуском университете. Помимо родного эстонского, Керсти Кальюлайд владеет также финским, английским, французским, немецким и русским языками.
Была членом Эстонского генного фонда и членом куратория Тартуского университета. С 2011 года возглавляет совет Тартуского университета.
В 1998—1999 годах работала руководителем проекта в отделе банковских инвестиций Hansapank Markets. В 1999 году была советником премьер-министра Эстонии Марта Лаара по экономике.
С 2001 по 2004 год Керсти была членом партии «Союз отечества».
В феврале 2002 года назначена руководителем отдела управленческого учёта электростанции «Иру». В сентябре 2002 года назначена директором этой электростанции.
С мая 2004 года по сентябрь 2016 года работала представителем Эстонии в Европейской счётной палате. С 2010 по 2014 год отвечала за методику контроля и годовые отчёты. С 2014 года руководила проведением аудита по сельскому хозяйству и проведением реформы структуры палаты.

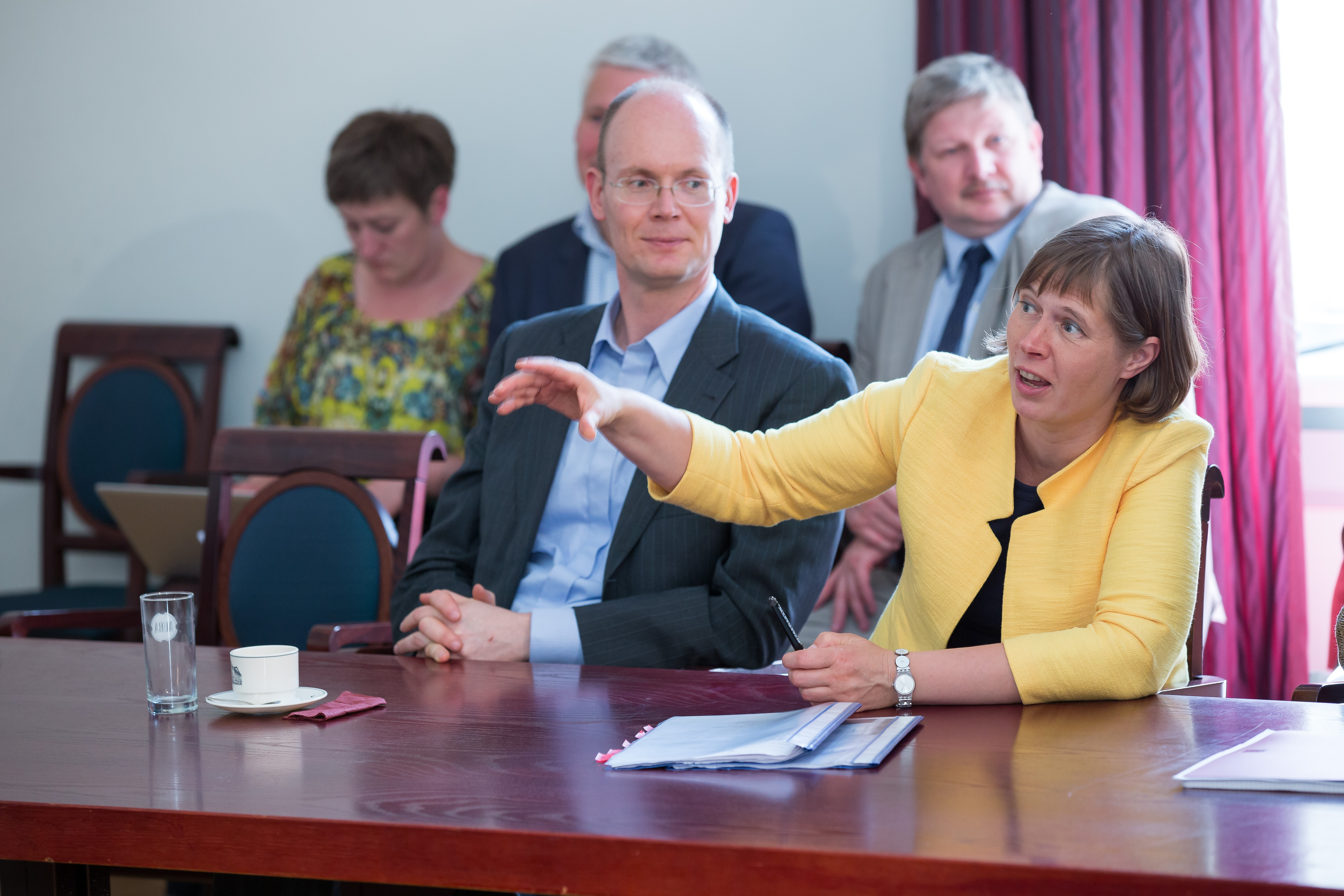
Керсти Кальюлайд, 2015 год

С сентября 2016 года возглавляла образованный при канцелярии Рийгикогу совет по мониторингу развития.

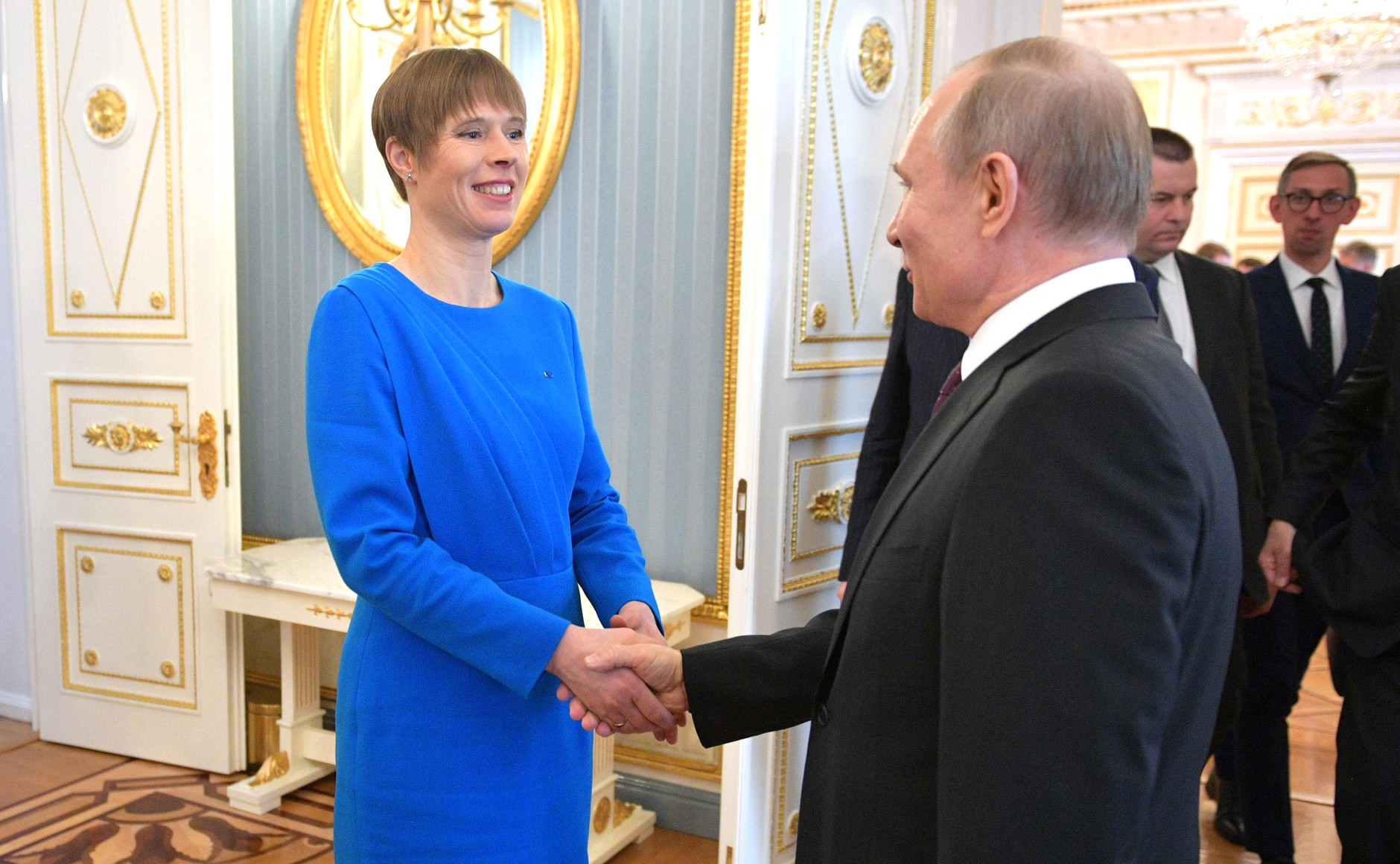
С президентом России Владимиром Путиным, 2019 год

После трёх не выявивших победителя раундов президентских выборов в Рийгикогу и двух в Коллегии выборщиков совет старейшин парламента Эстонии 27 сентября выдвинул Кальюлайд единственным кандидатом на пост главы государства.
3 октября 2016 года на выборах президента Эстонии в Рийгикогу набрала 81 голос из 101 и стала первой женщиной-президентом этой страны. Кальюлайд после избрания её главой государства изъявила желание дальше жить в своём доме в таллинском районе Нымме и не переезжать в президентский дворец в Кадриорге. 10 октября официально вступила в должность президента Эстонии и получила нагрудную цепь с золотой звездой.
После вступления в должность Кальюлайд первые официальные визиты нанесла в Финляндию и Латвию. В апреле 2019 года посетила Россию с рабочим визитом и встретилась с президентом Владимиром Путиным. На встрече обсуждались вопросы двусторонних российско-эстонских отношений в торгово-экономической и культурно-гуманитарной сферах.

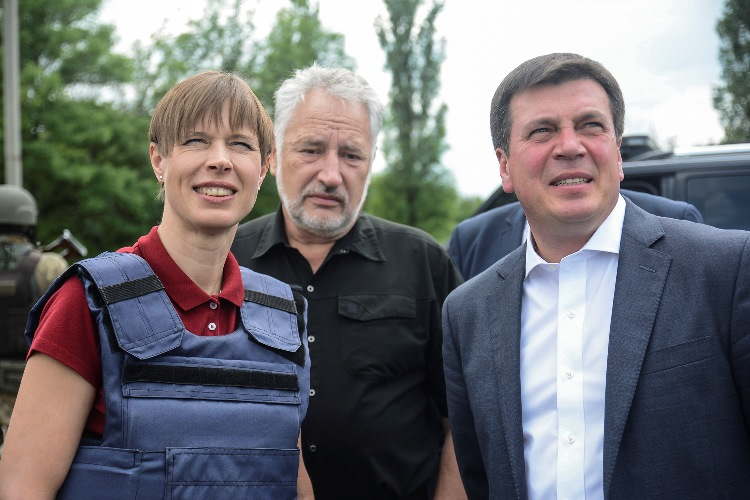
Керсти Кальюлайд на востоке Украины, 2018 год

В ноябре 2017 года заняла 78-е место в списке американского журнала Forbes «100 самых влиятельных женщин в мире».
Весной 2018 года Керсти Кальюлайд стала первым главой иностранного государства, посетившим зону конфликта на востоке Украины.
В 2021 году Кальюлайд предпринимала неудачную попытку баллотироваться на пост генсека Организации экономического сотрудничества и развития (ОЭСР). 1 октября 2020 года посол Эстонии в ОЭСР, Клайд Кулл, вручил документы, согласно которым Эстония выдвигает президента на освобождающийся пост. В июне 2021 года Кальюлайд была назначена генсеком ООН Антониу Гутерришем на два года всемирным защитником прав женщин и детей.
11 октября 2024 года была избрана президентом эстонского олимпийского комитета сроком на 4 года.

## Семья

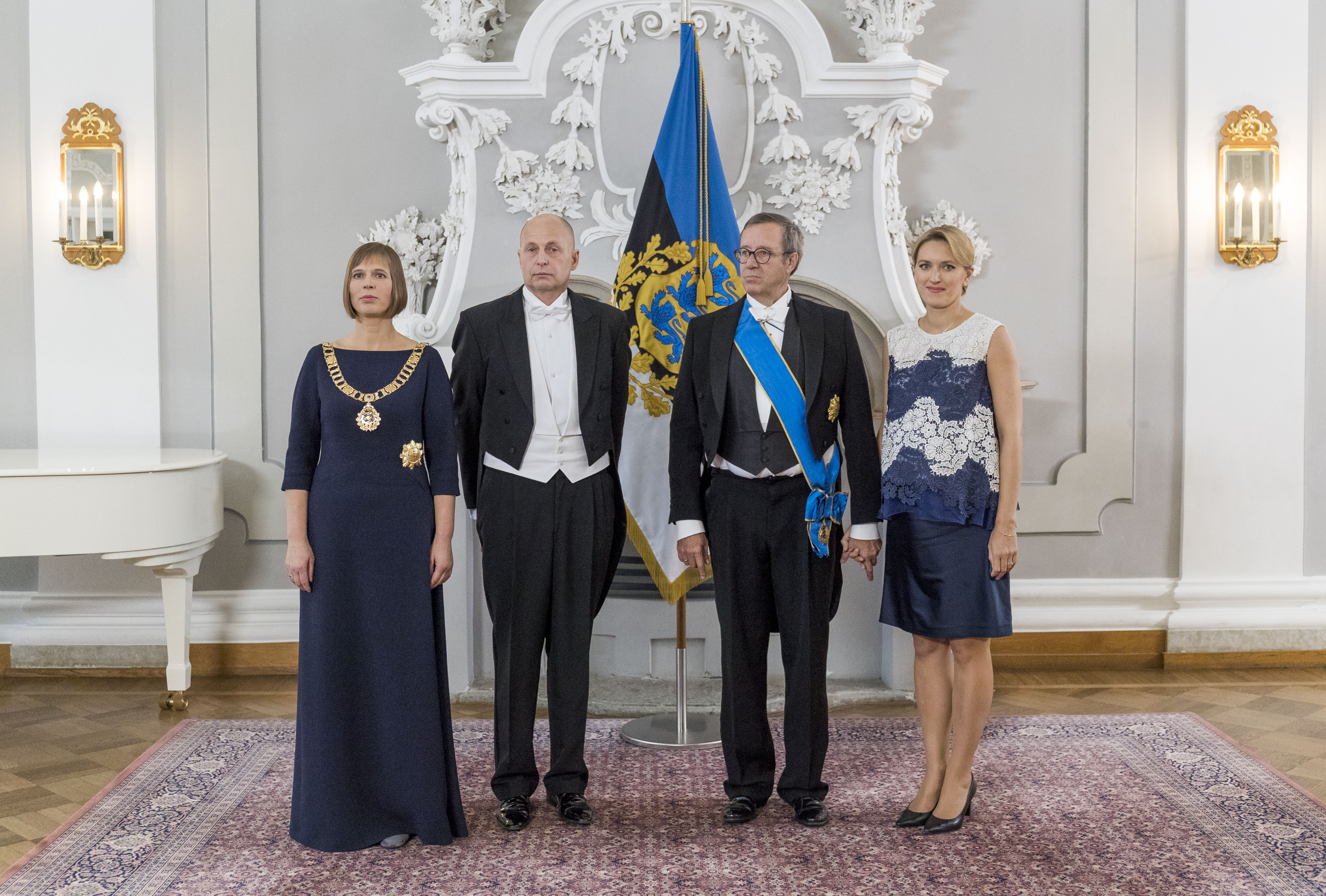
Керсти с мужем и экс-президент Тоомас Хендрик Ильвес с супругой, 2016 год

- Первый брак (1 апреля 1988 года) с Таави Тальвиком[29].
  - Дочь Силья Мярдла (Тальвик)[30][31] (1989 г. р.).
  - Сын Сийм Тальвик (1993 г. р.)[32].
- С 2011 года замужем за Георгом-Рене Максимовским[33].
  - Двое сыновей[34][35].

У Керсти есть единокровный брат Раймонд Кальюлайд, который с марта 2016 года по апрель 2019 года занимал должность старейшины района Пыхья-Таллинн в городе Таллин, а с апреля 2019 года стал депутатом Рийгикогу.

## Награды[37][38]
Награды Эстонии
| Страна  | Дата | Награда                                                            | Награда                                                            | Литеры |
| ------- | ---- | ------------------------------------------------------------------ | ------------------------------------------------------------------ | ------ |
| Эстония | 2016 | Дама цепи ордена Государственного герба                            | Дама цепи ордена Государственного герба                            |        |
| Эстония | 2023 | Крест «За заслуги» I класса (Министерство иностранных дел Эстонии) | Крест «За заслуги» I класса (Министерство иностранных дел Эстонии) |        |

Награды иностранных государств
| Страна     | Дата вручения   | Награда                                                                                       | Награда                                                                                       | Литеры |
| ---------- | --------------- | --------------------------------------------------------------------------------------------- | --------------------------------------------------------------------------------------------- | ------ |
| Финляндия  | 7 марта 2017    | Дама-командор Большого креста на цепи ордена Белой розы                                       | Дама-командор Большого креста на цепи ордена Белой розы                                       |        |
| Италия     | 5 июня 2018     | Дама Большого креста декорированного лентой ордена «За заслуги перед Итальянской Республикой» | Дама Большого креста декорированного лентой ордена «За заслуги перед Итальянской Республикой» |        |
| Нидерланды | 12 июня 2018    | Дама Большого креста ордена Нидерландского льва                                               | Дама Большого креста ордена Нидерландского льва                                               |        |
| Латвия     | 8 апреля 2019   | Дама-командор Большого креста ордена Трёх звёзд с цепью                                       | Дама-командор Большого креста ордена Трёх звёзд с цепью                                       |        |
| Португалия | 16 апреля 2019  | Дама Большой цепи ордена Инфанта дона Энрике                                                  | Дама Большой цепи ордена Инфанта дона Энрике                                                  | GColIH |
| Словения   | 2 сентября 2019 | Дама ордена «За исключительные заслуги»                                                       | Дама ордена «За исключительные заслуги»                                                       |        |
| Украина    | 23 августа 2021 | Орден князя Ярослава Мудрого I степени                                                        | Орден князя Ярослава Мудрого I степени                                                        |        |

Звания
- Почётный гражданин Сеула[42][43]

## В филателии
10 октября 2017 года Почта Эстонии выпустила почтовую марку с изображением Керсти Кальюлайд. Марка приобщена к серии «Президенты Эстонской республики с 1918 по 2018 годы». Художником портрета стал Лембит Лыхмус.